# Front Kaliniński
Front Kaliniński (ros. Калининский фронт) – związek operacyjno-strategiczny Armii Czerwonej o kompetencjach administracyjnych i operacyjnych na zachodnim terytorium ZSRR, działający podczas wojny z Niemcami w czasie II wojny światowej.

## Historia
Sformowany 17 października 1941 podczas walk pod Moskwą w rejonie Kalinina (obecnie Twer) z części sił Frontu Zachodniego.
Początkowy skład Frontu: 22, 29 i 30 Armie, oraz Grupa Operacyjna generała N. Watutina. Początkowo toczył walki obronne, następnie uczestniczył w operacji zaczepnej na kierunku Rżewa i Wiaźmy (Operacja rżewsko-wiaziemska (1942))oraz Wielkich Łuków (styczeń – kwiecień 1942). 21 lutego 1942 do frontu dołączył 1 Gwardyjski Pułk Lotnictwa Myśliwskiego. Po długotrwałych i uporczywych walkach pod Wielkimi Łukami wspólnie z Frontem Zachodnim Front Kaliniński przeprowadził w marcu 1943 operację rżewsko-wiaziemską przeciw niemieckiej 4 Armii i 9 Armii z Grupy Armii „Środek”. W sierpniu – wrześniu 1943 wspólnie z Frontem Zachodnim nacierał na kierunku Smoleńska.
Przemianowany 20 października 1943 na 1 Front Bałtycki.

## Dowódcy frontu
- gen. płk Iwan Koniew - 17 października 1941[2] - ?,
- gen. por./gen. płk Maksim Purkajew - sierpień 1942 - kwiecień 1943,
- gen. płk/gen. armii Andriej Jeriomienko - kwiecień – listopad 1943.

## Struktura organizacyjna
- 22 Armia,
- 29 Armia,
- 30 Armia,
- Grupa Operacyjna gen. Nikołaja Watutina[2].